# Den lilla kolargossen
"Den lilla kolargossen" är en dikt av Erik Gustaf Geijer, skriven år 1814. Diktens sista strof innehåller de klassiska orden "Den rätt kan läsa sitt Fader vår, han rädes varken fan eller trollen".